# ويد بوتلر
ويد بوتيلر (3 أكتوبر 1888 - 7 مايو 1943)، ممثل وكاتب سينمائي أمريكي. ظهر في أكثر من 430 فيلمًا بين عامي 1919 و1943.

## روابط خارجية
- ويد بوتلر على موقع IMDb (الإنجليزية)
- ويد بوتلر على موقع ألو سيني (الفرنسية)
- ويد بوتلر على موقع أول موفي (الإنجليزية)
- ويد بوتلر على موقع قاعدة بيانات برودواي على الإنترنت (الإنجليزية)
- ويد بوتلر على موقع قاعدة بيانات الأفلام السويدية (السويدية)
- ويد بوتلر على موقع ديسكوغز (الإنجليزية)
- ويد بوتلر على موقع قاعدة بيانات الفيلم (الإنجليزية)
- ويد بوتلر على موقع كينوبويسك (الروسية)